# Darkthrone
Darkthrone (с англ. — «Тёмный трон») — норвежская блэк-метал-группа, основанная в городе Колботне в 1986 году. Изначально группа называлась Black Death и исполняла дэт-метал, но вскоре сменила название на Darkthrone и в 1991 году стала играть в стиле блэк-метал под влиянием таких групп, как Bathory и Celtic Frost, став одной из ведущих групп на норвежской блэк-метал сцене.
Их первые три блэк-метал альбома — A Blaze in the Northern Sky (1992), Under a Funeral Moon (1993) и Transilvanian Hunger (1994) — иногда называют «Нечестивой троицей» (англ. Unholy Trinity). Они считаются пиком карьеры группы и входят в число самых влиятельных альбомов в блэк-метале.
Darkthrone — дуэт из Fenriz'а и Nocturno Culto с тех пор, как гитарист Zephyrous покинул группу в 1993 году. Они стремились оставаться вне музыкального мейнстрима. С 2006 года их музыка отошла от традиционного стиля блэк-метал и включала в себе больше элементов традиционного хэви-метала, панка и спид-метала, в то время как более поздние альбомы также включали дум-метал.

## История

### Годы дэт-метала: 1986—1991
Группа под названием Black Death образовалась в конце 1986 года в Колботне, маленьком городке к югу от Осло, и основным направлением группы был дэт-метал. В первый состав вошли Фенриз (Гюльве Нагелль) — вокал, ударные, Ивар Энгер (Zephyrous) — ритм-гитара и Андерс Рисбергет — соло-гитара. Их главными источниками вдохновения были Autopsy, Venom, Hellhammer, Celtic Frost, Slayer и Nocturnus. В конце 1987 года группа сменила название на Darkthrone, и к ней присоединился Даг Нильсен — бас-гитара. Ноктурно Культо (Тед Скьеллум) присоединился к группе весной 1988 года, заменив Рисбергета. В течение 1988 и 1989 годов группа независимо выпустила четыре демозаписи: Land of Frost, A New Dimension, Thulcandra и Cromlech.
Впоследствии они подписали контракт с независимым лейблом Peaceville Records на выпуск четырёх альбомов. В 1990 году они записали свой первый студийный альбом Soulside Journey. Из-за небольшого бюджета на запись группа не могла позволить себе студию, которую они хотели, но благодаря участникам Nihilist и Entombed они смогли записать свой альбом в Sunlight Studios. Хотя стиль в основном дэт-метал, в оформлении и написании песен присутствовали некоторые элементы блэк-метала.
Сразу после выпуска этого альбома группа продолжила сочинять и записывать новый материал, записывая его на плёнку, пока не был готов полноценный альбом. Эти треки были полностью инструментальными, но продемонстрировали постепенный сдвиг группы в сторону блэк-метала. В 1996 году был выпущен альбом Goatlord, содержащий эти репетиционные записи с вокалом, добавленным Фенризом.

### Годы блэк-метала

#### Годы раннего блэк-метала: 1991—1994
В 1991 году участники группы познакомились с основателем группы Mayhem Евронимусом, в большей степени повлиявшим на развитие музыки группы в направлении блэк-метал. Тогда же члены группы взяли себе псевдонимы: Fenriz, Zephyrous и Nocturno Culto. Впоследствии участники группы отказались от дачи интервью и игры вживую. В августе 1991 года они записали свой второй альбом, который вышел в начале 1992 года и назывался A Blaze in the Northern Sky, который стал одним из первых полноформатных альбомов в жанре блэк-метал. Peaceville Records изначально скептически относились к его выпуску из-за отклонения от стиля дэт-метал. После того, как альбом был записан, басист Даг Нильсен покинул группу, так как он не хотел играть блэк-метал, и в альбоме он указан как сессионный музыкант.
Третий альбом группы Under a Funeral Moon был записан летом 1992 года и выпущен в начале 1993 года. Он ознаменовал полное обращение Darkthrone в стиль блэк-метала и считается важной вехой в развитии жанра в целом. Этот альбом также стал последним альбомом с участием гитариста Ивара Энгера (Zephyrous).
В 1994 году вышел четвёртый полноформатный альбом Transilvanian Hunger, который считается одним из самых великих альбомов в жанре блэк-метал. В 2017 году журнал Rolling Stone поставил Transilvanian Hunger на 85-е место в своём списке «100 величайших метал-альбомов всех времён». Однако, в оригинальном издании на обложке альбома была надпись «Norsk arisk black metal» (с норв. — «Норвежский арийский блэк-метал»), в которой многие магазины увидели нацистские идеи и ввиду этого отказывались распространять альбом. Подобное обстоятельство не понравились руководству лейбла Peaceville Records, что привело к прекращению дальнейшего сотрудничества с группой.

#### С Moonfog Records: 1995—2004
В 1995 году группа подписала контракт с лейблом Moonfog Productions, лейблом, основанным Сатиром из группы Satyricon.
Их пятый альбом, Panzerfaust, был выпущен в этом же году. Как и в Transilvanian Hunger, Фенриз сам написал всю музыку и тексты, а после и записал все инструменты, в то время как Nocturno Culto исполнил только вокальные партии. Текст для трека «Quintessence» написал Варг Викернес.
Их шестой альбом Total Death был выпущен в 1996 году. В него вошли тексты, написанные четырьмя другими блэк-металлистами.
В 1993—1995 годах барабанщик Фенриз участвовал в многочисленных сторонних проектах. Он создал сольный дарк-эмбиент проект Neptune Towers, сольный фолк-блэк-металлический проект Isengard, запись альбома с Сатиром в составе трио Storm и играл на басу в дебютном альбоме Dødheimsgard. Кроме того, он снова начал играть на барабанах в Valhall, будучи одним из основателей в 1988 году, но ушёл в 1990 году, чтобы сосредоточиться на Darkthrone.
В 1999 году Darkthrone выпустили альбом Ravishing Grimness, а в 2001 году — следующий альбом Plaguewielder. В то время как песни Transilvanian Hunger и Panzerfaust были написаны исключительно Фенризом, песни этих двух альбомов были почти полностью написаны Nocturno Culto, и оба были записаны в студии Ронни Ле Текро в Тотене, Норвегия. Это объясняет несколько «более чистый» звук на этих записях.
В последние годы 1990-х было выпущено два трибьют-альбома Darkthrone: Darkthrone Holy Darkthrone в 1998 году и The Next Thousand Years Are Ours в 1999 году. Группа также выпустила Preparing for War, сборник песен 1988—1994 годов. В 2002 году вступление их песни «Kathaarian Life Code» появилось в последней сцене фильма «Демон-любовник».
В 2003 году группа выпустила свой десятый альбом Hate Them. Хотя эта и следующая пластинки содержат электронные вступления, они остаются верны стилю раннего блэк-метала Darkthrone. Sardonic Wrath был выпущен в 2004 году. Это был последний альбом группы на Moonfog Productions и их последний альбом, записанный исключительно в стиле блэк-метал. Этот альбом был номинирован на премию Norway’s Alarm Awards; однако запись об альбоме была отозвана по просьбе группы.

#### Годы краст-панка: 2005—2010
В 2005 году Darkthrone подтвердили, что они вернулись на Peaceville Records после ухода с лейбла в 1994 году. Они также открыли собственный лейбл Tyrant Syndicate Productions для выпуска своих будущих альбомов. Чтобы отпраздновать их возвращение, Peaceville переиздали сборник Preparing for War с бонусным компакт-диском с демо и DVD с живыми выступлениями. Первые четыре альбома Darkthrone также были переизданы с видеоинтервью о каждом из них.
В январе 2006 года группа выпустила EP Too Old, Too Cold, который содержит трек «High on Cold War» в исполнении вокалиста Enslaved Грутла Кьеллсона. В EP также вошла кавер на песню «Love in a Void» группы Siouxsie and the Banshees. Впервые в своей карьере группа сняла видеоклип на заглавную песню. Too Old, Too Cold также стал первым альбомом Darkthrone, попавшим в чарты и вошедшим в топ-15 самых продаваемых синглов в Норвегии и Дании.
В том же году Darkthrone выпустили свой одиннадцатый альбом The Cult Is Alive. В этом альбоме стиль группы ушёл в сторону краст-панка, хотя блэк-металлические корни Darkthrone всё ещё присутствовали. The Cult Is Alive был первым альбомом Darkthrone, который появился в чарте альбомов в Норвегии, дебютировав под номером 22.
В июле 2007 года группа выпустила EP NWOBHM (аббревиатура от «Новая волна блэк-метала», игра слов от оригинальной «Новой волны британского хэви-метала») в качестве превью к своему следующему альбому.
В сентябре того же года Darkthrone выпустили альбом F.O.A.D. (аббревиатура от Fuck Off and Die). Эта фраза использовалась многими трэш-металлическими и панк-группами в 1980-х годах. Хотя музыка частично продолжила ориентированный на краст-панк стиль, который был представлен на The Cult Is Alive, на этот раз группа больше сосредоточилась на традиционном хэви-метале.
Также в 2007 году Nocturno Culto снял и выпустил фильм «Мизантроп» о блэк-метале и жизни в Норвегии. Он включает в себя некоторые из его собственных сольных записей. В октябре 2008 года были выпущены Dark Thrones and Black Flags, в которых использовался почти тот же стиль, что и в предыдущем альбоме.
В 2010 году группа выпустила альбом Circle the Wagons, в котором гораздо менее значимые черты краст-панка были заменены сильным спид-металом и хэви-металом.

#### С 2010 года
В конце 2010 года Peaceville приобрела права на альбомы фирмы Moonfog и переиздала Panzerfaust в виде набора из двух дисков и на виниле. Переиздание Total Death было назначено на 14 марта 2011 года.
В июле 2012 года Darkthrone анонсировали новый альбом под названием The Underground Resistance; он был выпущен 25 февраля 2013 года. В этом альбоме группа полностью отошла от блэк-метала, и в музыкальном плане это возврат к классическому хэви-металу и спид-металу.
Группа выпустила свой 16-й студийный альбом под названием Arctic Thunder 14 октября 2016 года. Он представлял собой ещё один радикальный музыкальный сдвиг для группы: альбом отличался более грубым, более чёрным звуком, напоминающим их работы 1990-х годов, но с классическим металом, как в предыдущих записях.
22 октября 2016 года группа сообщила через Facebook, что выпустит сборник под названием The Wind of 666 Black Hearts. Альбом, выпущенный 25 ноября 2016 года, состоит из репетиций, записанных в 1991 и 1992 годах для песен, которые позже появились в альбомах A Blaze in the Northern Sky и Under a Funeral Moon.
В марте 2019 года Darkthrone объявили, что выпустят свой семнадцатый студийный альбом Old Star, который вышел 31 мая того же года. В нём были гораздо более сильные черты дум-метала, чем в предыдущих альбомах, с более очевидным влиянием Candlemass.
Девятнадцатый студийный альбом группы Eternal Hails был выпущен 25 июня 2021 года на лейбле Peaceville Records. В музыкальном плане альбом является продолжением традиционного дум-метала группы, на который сильно повлиял Candlemass из предыдущего альбома, с сильным вдохновением от других групп, таких как Trouble и Black Sabbath.
Осенью 2022 года группа сообщила о готовности нового альбома — Astral Fortress. Он вышел 28 октября вместе с синглом «Caravan of the Broken Ghosts». В этом альбоме группа продолжила играть смесь из дум-, хэви- и блэк-метала. Почти все композиции в альбоме состоят из средне темповых и скоростных частей.

## Состав

### Текущий состав
- Fenriz (Гюльве Нагелль) — ударные и вокал
- Nocturno Culto (Тед Шеллум) — гитара, бас и вокал (в 1996 году играл в Satyricon под псевдонимом Kveldulv)

### Бывшие участники
- Даг Нильсен — бас (1988—1991)
- Zephyrous (Ивар Энгер) — гитара (1988—1993)
- Андрес Рисбергет — гитара (1988)

Timeline

## Дискография

### Студийные альбомы
| - Soulside Journey (1991) - A Blaze in the Northern Sky (1992) - Under a Funeral Moon (1993) - Transilvanian Hunger (1994) - Panzerfaust (1995) - Total Death (1996) - Goatlord (1996) - Ravishing Grimness (1999) - Plaguewielder (2001) - Hate Them (2003) - Sardonic Wrath (2004) | - The Cult Is Alive (2006) - F.O.A.D. (2007) - Dark Thrones and Black Flags (2008) - Circle the Wagons (2010) - The Underground Resistance (2013) - Arctic Thunder (2016) - Old Star (2019) - Eternal Hails...... (2021) - Astral Fortress (2022) - It Beckons Us All...... (2024) |

### EP
- Under beskyttelse av mørke (2005)
- Too Old Too Cold (2006)
- NWOBHM (2007)
- Peaceville Presents… Darkthrone (2013)

### Сборники
- Preparing for War (2000)
- Frostland Tapes (2008)
- Sempiternal Past — The Darkthrone Demos (2011)
- Introducing Darkthrone (2012)
- Black Death and Beyond (2014)
- The Wind of 666 Black Hearts (2016)
- Shadows of Iconoclasm (2021)

### Сплиты
- Crusade from the North (1996)

### Демо
- Land of Frost (1988)
- A New Dimension (1988)
- Thulcandra (1989)
- Cromlech (1989)